# Shallow (Lady Gaga og Bradley Cooper-sang)
"Shallow" er en sang fra filmen A Star Is Born fra 2018, fremført af Lady Gaga og Bradley Cooper. Det er den første single fra filmens soundtrack og blev udgivet den 27. september 2018 af Interscope Records. "Shallow" er skrevet af Gaga sammen med Mark Ronson, Anthony Rossomando og Andrew Wyatt, og produceret af Gaga og Benjamin Rice. Det høres tre gange i filmen, mest fremtrædende under en sekvens, hvor Coopers karakter Jackson Maine inviterer Gagas karakter Ally til at fremføre det på scenen med ham. Scenen blev optaget på Greek Theater i Los Angeles.
For Gagas karakter er "Shallow" et vigtigt øjeblik i A Star Born, da det taler om Ally og Jacksons samtaler. Hun skrev sangen ud fra Allys synspunkt med de selvbevidste tekster, der spørger hinanden, om de er tilfredse med at være, hvem de er. Sangen er en country power ballade, hvor Gaga og Cooper bytter vers og gradvist bevæger sig mod det sidste kor med en vokal af Gaga. Optagelsen er blandet med lyden af publikumslyd og bifald. Gaga gav sangen premiere det på DJ Zane Lowes Beats 1 radioprogram, mens hun gav et interview om filmen. En ledsagende musikvideo blev også udgivet, hvor Gaga og Cooper sang "Shallow" på scenen, samt med scener fra A Star Is Born .

## Hitlister
| Hitliste (2018–2019)                                 | Højeste placering |
| ---------------------------------------------------- | ----------------- |
| Argentina (Argentina Hot 100)                        | 77                |
| Australien (ARIA)                                    | 1                 |
| Belgien (Ultratop 50 Flanderen)                      | 11                |
| Belgien (Ultratop 50 Vallonien)                      | 2                 |
| Canada (Canadian Hot 100)                            | 3                 |
| Canada AC (Billboard)                                | 1                 |
| Canada CHR/Top 40 (Billboard)                        | 30                |
| Canada Hot AC (Billboard)                            | 10                |
| Danmark (Tracklisten)                                | 2                 |
| Estland (IFPI)                                       | 5                 |
| Euro Digital Songs (Billboard)                       | 1                 |
| Finland Digital Sange (Billboard)                    | 4                 |
| Frankrig (SNEP)                                      | 5                 |
| Grækenland Digitale Sange (IFPI Greece)              | 2                 |
| Grækenland Digitale Sange (IFPI Greece) (Radio edit) | 16                |
| Holland (Dutch Top 40)                               | 10                |
| Holland (Single Top 100)                             | 12                |
| Island (Tonlist)                                     | 1                 |
| Irland (IRMA)                                        | 1                 |
| Israel (Media Forest)                                | 3                 |
| Italien (FIMI)                                       | 2                 |
| Japan (Japan Hot 100)                                | 44                |
| Japan Hot Overseas (Billboard)                       | 6                 |
| Letland (Latvijas Radio)                             | 1                 |
| Libanon (Lebanese Top 20)                            | 19                |
| Luxembourg Digital Songs (Billboard)                 | 1                 |
| Kroatien (HRT)                                       | 1                 |
| Malaysia (RIM)                                       | 5                 |
| Mexico Anglo (Monitor Latino)                        | 4                 |
| Mexico Airplay (Billboard)                           | 4                 |
| New Zealand (RIANZ)                                  | 1                 |
| Norge (VG-lista)                                     | 3                 |
| Polen (Polish Airplay Top 100)                       | 98                |
| Portugal (AFP)                                       | 1                 |
| Rumænien (Airplay 100)                               | 63                |
| Singapore (RIAS)                                     | 6                 |
| Skotland (Official Charts Company)                   | 1                 |
| Slovakiet (Rádio Top 100)                            | 1                 |
| Slovakiet (Singles Digitál Top 100)                  | 1                 |
| Slovenien (SloTop50)                                 | 6                 |
| Sydkorea International Digital (Gaon)                | 25                |
| Schweiz (Schweizer Hitparade)                        | 1                 |
| Spanien (PROMUSICAE)                                 | 15                |
| Storbritannien Singles (Official Charts Company)     | 1                 |
| Sverige (Sverigetopplistan)                          | 1                 |
| Tjekkiet (Singles Digitál Top 100)                   | 1                 |
| Tyskland (Official German Charts)                    | 10                |
| Ungarn (Rádiós Top 40)                               | 28                |
| Ungarn (Single Top 40)                               | 1                 |
| Ungarn (Stream Top 40)                               | 2                 |
| USA Billboard Hot 100                                | 5                 |
| USA Adult Contemporary (Billboard)                   | 11                |
| USA Adult Top 40 (Billboard)                         | 6                 |
| USA Dance Club Songs (Billboard)                     | 1                 |
| USA Mainstream Top 40 (Billboard)                    | 23                |
| Østrig (Ö3 Austria Top 40)                           | 1                 |

| Hitlister (2018)                      | Højeste placering |
| ------------------------------------- | ----------------- |
| Brasilien Streaming (ABPD)            | 39                |
| Sydkorea International Digital (Gaon) | 47                |

| Hitlister (2018)                         | Placering |
| ---------------------------------------- | --------- |
| Australien (ARIA)                        | 53        |
| Canadian Digital Songs (Billboard)       | 12        |
| Holland (Dutch Top 40)                   | 69        |
| Irland (IRMA)                            | 27        |
| Israel (Galgalatz)                       | 3         |
| Italien (FIMI)                           | 99        |
| Schweiz (Schweizer Hitparade)            | 22        |
| Storbritannien (Official Charts Company) | 87        |
| Sverige (Sverigetopplistan)              | 29        |
| Ungarn (Single Top 40)                   | 8         |
| Ungarn (Stream Top 40)                   | 31        |
| USA Digital Songs (Billboard)            | 38        |
| Østrig (Ö3 Austria Top 40)               | 33        |